# Monuments nationaux de Rogatica
Cet article recense les monuments nationaux situés sur le territoire de la municipalité de Rogatica en Bosnie-Herzégovine et dans la république serbe de Bosnie. La liste établie par la Commission pour la protection des monuments nationaux compte 3 monuments nationaux inscrits sur la liste principale et 1 monument inscrit sur une liste provisoire.

## Monuments nationaux
| Monument                 | Localité | Géolocalisation | Datation         | Commentaire éventuel | Photo |
| ------------------------ | -------- | --------------- | ---------------- | -------------------- | ----- |
| Pont sur la rivière Žepa | Žepa     |                 | Période ottomane | La rivière Žepa      |       |
| Nécropole de Borak       | Burati   |                 | Moyen Âge        | Avec 212 stećci      |       |
| Tour de Redžep Pacha     | Žepa     |                 | Période ottomane |                      |       |